# Personnages de Star Trek
 (août 2024).

Cette liste des personnages de l'univers de fiction de Star Trek recense tous les personnages de Star Trek par ordre alphabétique, dans l'ensemble des médias (séries télévisées, films, romans…) et quelle que soit l'importance de leur rôle, dès l'instant où le personnage participe à une intrigue.
- Haut – A
- B
- C
- D
- E
- F
- G
- H
- I
- J
- K
- L
- M
- N
- O
- P
- Q
- R
- S
- T
- U
- V
- W
- X
- Y
- Z

## Liste des personnages

### A
- Adami, Winn : Vedek puis Kai, religieuse bajorane
- Rozhenko, Alexander : fils de Worf
- April, Robert : premier capitaine de l'USS Enterprise[1] et l'un des plus décorés de Starfleet[2].
- Archer, Jonathan : capitaine de l'Enterprise NX-01 (prototype), puis amiral de Starfleet
- Azetbur : fille de Gorkon, ex-chancelier du Haut Conseil Klingon. Elle est la seule femme klingon connue qui fut chancelier, une loi votée en 2367 interdisant aux femmes de siéger au Haut Conseil. Elle assume cette fonction après l'assassinat de son père par des membres de la conspiration de Khitomer en 2293. Elle a continué ainsi son travail en participant à la Conférence de Khitomer en 2293, et en signant les Accords de Khitomer pour l'Empire Klingon, ce qui a ouvert la voie à près de 100 ans de paix entre l'Empire et la Fédération. Elle est interprétée par Rosana Desoto dans le film Star Trek VI : Terre inconnue.

### B
- Barclay, Reginald : ingénieur à bord de l'Enterprise-D
- Barnhart : membre de l'équipage du l'USS Enterprise, il trouve la mort en 2266, tué par la créature M-113 sur le pont 9[3]. Il est interprété par l'acteur Budd Albright.
- Bashir, Julian : officier médical en chef de la station spatiale Deep Space Nine
- Burnham, Michael : Commandant en second sur l'USS Shenzhou, puis membre de l'équipe scientifique de l'USS Discovery. Elle a été jugée pour haute trahison et mutinerie, et condamnée à la prison à vie[4] par Starfleet avant d'être réhabilitée pour son héroïsme à la fin de la guerre avec les Klingons.

### C
- Carey, Joe : ingénieur à bord de l'USS Voyager.
- Chakotay : membre du Maquis, puis premier officier à bord de l'USS Voyager
- Chang : général klingon, personnage de Star Trek VI : Terre inconnue, interprété par Christopher Plummer, où il fait partie de la délégation envoyée à la rencontre de l'Enterprise. Il est accompagné du Chancelier Gorkon et de sa fille. Il se considère comme un guerrier et a du respect pour Kirk, car lui aussi a eu à affronter de nombreuses batailles. Après l'assassinat du Chancelier, Chang est parmi les premiers à accuser ouvertement Kirk et Mc Coy de cette mort. C'est toujours lui qui mène l'accusation lors du procès sur Kronos contre Kirk et Mc Coy. Chang réussi à se procurer un enregistrement personnel de Kirk où il avoue qu'il considère les Klingon comme des bêtes sanguinaires, d'autant qu'il se remémorait la mort de son fils (David - Star Trek III). En fait Chang fait partie du complot Klingon-Fédération pour faire avorter les négociations entre elles. Il ne veut pas de changement, considérant comme une défaite de signer une paix avec la Fédération. Chang emploie tous les moyens pour bloquer les négociations. Il utilise un Oiseau de Proie expérimental. Celui-ci peut tirer tout en état camouflé, ce qui le rend unique est potentiellement mortel. Lors de l'affrontement, l'Enterprise est sévèrement touché, c'est alors que Sulu commandant l'Excelsior intervient in-extremis. Mais il ne fait que gagner du temps. Sa seule faiblesse est son principe de combustion, Spock et Mc Coy réussissent à modifier une torpille à photon pour qu'elle recherche les émissions de ce vaisseau. Une fois atteint, USS Excelsior et l'Enterprise ne font qu'une bouchée de Chang. Le complot déjoué, dans l'espace et sur la planète, la paix peut enfin être signée. Chang est féru de Shakespeare. Tout au long du film, il en récite certains passages lyriques, considérant que seule la traduction klingonne peut véritablement révéler toute la profondeur de cet auteur.[à recycler]
- Chapel, Christine : infirmière à bord de l'USS Enterprise.
- Chekov, Pavel : officier navigateur de l'USS Enterprise, puis de l'Enterprise-A.
- Cornwell, Katrina : vice-amiral de Starfleet[2] et (ex-)amante de Lorca.
- Crater, Nancy : interprété par l'actrice Jeanne Bal est la femme de l'archéologue Robert Crater. Elle trouve la mort vers 2264, tuée par la créature M-113, dernière survivante de son espèce. Avant son mariage avec Robert Crater, Nancy a eu une relation amoureuse avec Leonard McCoy[à recycler][3].
- Crater, Robert : professeur d'archéologie, il mène une campagne de fouilles sur la planète M-113. Après la mort de sa femme Nancy, il rencontre le dernier spécimen des créatures M-113 qui peuplaient autrefois cette planète. En 2266, l'USS Enterprise vient le ravitailler et réaliser son évaluation médicale. La créature, montée à bord, tue Crater dans l'infirmerie du vaisseau[3].
- Crusher, Beverly officier médical en chef de l'Enterprise-D puis de l'Enterprise-E.
- Crusher, Wesley : fils de Beverly Crusher, cadet puis enseigne à bord de l'Enterprise-D.
- Culber, Hugh : médecin à bord de l'USS Discovery, il est le compagnon du lieutenant Paul Stamets, l'un des officiers scientifiques du Discovery.

### D
- Damar : officier cardassien (Deep Space nine)
- Darnell : personnage de la série originale, interprété par l'acteur Michael Zaslow. Darnell est un membre de l'équipage de l'USS Enterprise chargé de la sécurité. En 2266, il est le premier à être tué par la créature M-113 sur la planète du même nom. Auparavant, celle-ci lui apparaît comme une jeune fille blonde qu'il avait fréquentée sur Wrigley[3].
- Data : officier androïde servant sur l'Enterprise-D, puis sur l'Enterprise-E.
- Dax, Ezri : conseillère à bord de la station spatiale Deep Space Nine .
- Dax, Jadzia : officier scientifique à bord de la station spatiale Deep Space Nine.
- Decker, Willard (ou William) : capitaine de l'USS Enterprise au début du film Star Trek de 1979, avant d’être remplacé au pied levé par le capitaine James T. Kirk sur ordre de Starfleet.
- Deighan, Drew : capitaine de l'USS Intrepid, qui fut le premier à répondre à un appel de détresse klingon, suite de l'attaque romulienne contre Khitomer en 2346[5].
- Dukat, Gul : officier cardassien.
- Duras : fils Ja'rod, qui a maintenu sur l'honneur que Mogh était celui qui avait trahi son peuple en complotant avec les Romuliens[5]. Duras est interprété par Patrick Massett.

### E
- Erickson, Emory : il est l'inventeur de la téléportation, une technologie qui permet de transporter n'importe quel objet ou personne d'un endroit à un autre. Erickson est le père de deux enfants, Danica et Quinn (ce dernier étant l'un des amis les plus proches de Jonathan Archer). Il effectue tout d'abord des recherches sur un prototype d'appareil de téléportation sub-quantique, censé permettre de se passer des vaisseaux spatiaux pour de courts trajets. Son propre fils fait partie des volontaires qui testent, en 2139, l’engin résultant de ses travaux mais l'expérience échoue et ni Quinn ni ses compagnons d'infortune ne parviennent à se rematérialiser. Si les efforts du scientifique finissent par porter leurs fruits (conduisant à l'utilisation de la téléportation à bord des vaisseaux terriens), il est lui-même victime d'une manipulation malheureuse qui le contraint à passer le plus clair de son temps dans une chaise roulante. Dix ans plus tard, la technologie correspondante ayant considérablement évolué, Erickson tente de retrouver son fils mais ne parvient à isoler qu'un spectre animé d'une énergie meurtrière incapable de se manifester plus de quelques secondes. En 2154, Emory Erickson (accompagné de sa fille Danica) rend visite au capitaine Archer sur l'Enterprise. Sous couvert de nouvelles recherches susceptibles de conduire à un accroissement révolutionnaire de la portée des téléporteurs, il espère en fait récupérer Quinn toujours piégé dans le sub-espace. Archer découvre la supercherie et accepte d'aider Emory à isoler l'empreinte moléculaire de son fils, mais celui-ci ne survit pas à son ultime rematérialisation. Emory Erickson est interprété par l'acteur Bill Cobbs.[à recycler]
- Evans, Charles : la navette qui transporte Charles Evans s'écrase, en 2252, sur Thasus. Âgé de trois ans au moment de l'accident, il ne doit sa survie qu'à l'intervention des Thasiens qui lui donnent des pouvoirs de télékinésie extrêmement étendus. Il est probablement aussi capable d'un peu de télépathie. Evans reste sur Thasus pendant plus de treize années avant d'être secouru par l'USS Antares. Ces années de solitude et la puberté le perturbent considérablement. Incapable d'attendre, d'admettre un échec ou une contradiction, ayant un besoin viscéral d'être aimé, Charlie utilise ses pouvoirs pour se protéger mais de manière brutale et cruelle. Quand il arrive à bord de l'USS Enterprise en 2266, il est curieux de tout, il se passionne pour la vie à bord. Il tombe éperdument amoureux de la première femme qu'il rencontre, Janice Rand. Celle-ci ne lui rend pas son affection et en paiera le prix. Quand les Thasiens viennent à bord de l'Enterprise pour le ramener avec eux sur Alpha V, il supplie James Kirk de le garder avec lui. Charles Evans explique la terrible vie avec les Thasiens, êtres immatériels et dépourvus d'émotions. Mais finalement, devant le danger que représentent des pouvoirs aussi mal utilisés, Kirk finit par le laisser partir. Charles Evans est interprété par l'acteur Robert Walker Jr..

### F
- Fontaine, Vic : personnage holographique créé, sur la station Deep Space Nine, par un ami du docteur Julian Bashir, Félix. C'est un crooner, patron d'une boîte de nuit. Il a pour modèle des personnages comme Frank Sinatra ou Dean Martin.
- Forrest, Maxwell : amiral de Starfleet.

### G
- Garak : tailleur et espion à bord de la station spatiale Deep Space Nine.
- Georgiou, Philippa : capitaine de l'USS Shenzhou. Elle décède lors de la Bataille des étoiles binaires[4]. Elle est peu après remplacée par son double venu de l'univers miroir où elle y était impératrice de l'empire terrien.
- Gorkon : Gorkon est un personnage du film Star Trek VI : Terre inconnue. Il est interprété par l'acteur David Warner. C'est le chancelier klingon qui se porta au-devant de la Fédération pour établir un traité de paix. Lors de son voyage vers la zone du traité, escorté de l'Enterprise, son vaisseau est attaqué. Pendant cet assaut, deux individus se sont téléportés dans le vaisseau klingon et ont tiré sur le Chancelier Gorkon. Malgré les tentatives désespérées de Kirk et de McCoy, le médecin de l'Enterprise, le Chancelier meurt. La fille du Chancelier Gorkon, qui a assisté à la mort de son père, succède à la tête de l'Empire Klingon. L'Enterprise et son capitaine, James T.Kirk, sont accusés de cette attaque. Afin d'éviter un affrontement ouvert entre la Fédération et l'Empire Klingon, Kirk et Mc Coy acceptent d'être jugés sur Kronos (capitale de l'Empire Klingon), pour l'assassinat du Chancelier. Le jugement rendu est sans appel, la perpétuité sur Ura Pente, une planète-bagne, où généralement on ne vit pas plus d'un an. Malgré les conditions de détention, Kirk et Leonard McCoy réussissent à s'enfuir. Ce faisant, sur l'Enterprise, une enquête minutieuse menée par Spock (officier scientifique) met au jour une sombre conspiration contre le traité de paix. En vérité des membres de Starfleet (Fédération) et de l'Empire Klingon ont manigancé cet assassinat afin de faire échouer les pourparlers de paix. L'Enterprise, après avoir récupéré son capitaine légitime et son médecin, fait route à toute vitesse vers la planète où se déroulent les pourparlers. Car il se trouve qu'une autre tentative d'assassinat est en cours, à l'encontre du Président de la Fédération. In extremis, l'équipage de l'Enterprise sauve la situation et permet l'ouverture des pourparlers de paix entre la Fédération et l'Empire Klingon. Le rêve du Chancelier Gorkon prend alors tout son sens, dans le titre du film : Terre Inconnue. Où les ennemis d'hier font face à un nouvel avenir incertain.
- Gowron : chancelier du Haut Conseil Klingon de 2367 à 2372.
- Grayson, Amanda : personnage qui apparaît dans la Star Trek: The Original Series ainsi que dans le film Star Trek IV : Retour sur Terre, interprétée par l'actrice Jane Wyatt. Elle apparait également dans le Star Trek de 2009 sous les traits de Winona Ryder, et est jouée par Mia Kirshner dans les séries Star Trek: Discovery et Star Trek: Strange New Worlds. Née à Seattle, dans l'État de Washington, en 2210[6], elle fait la connaissance de l'ambassadeur vulcain Sarek, et l'épouse en 2230. Le couple a un fils, Spock et une fille adoptive Michael Burnham.
- Gralik Durr : Gralik est un personnage de la série Star Trek : Enterprise. Il est interprété par l'acteur John Cothran, Jr. Responsable au XXIIe siècle d'une installation Xindi-Arboricole basée sur une petite planète forestière pour le raffinement de la kermocite (un élément aux multiples propriétés et plus spécifiquement, un composé indispensable à l'arme de destruction massive développée par le Conseil Xindi pour détruire les Humains), Grulik est un Xindi consciencieux, scrupuleux et dévoué à son travail depuis plusieurs décennies. Il ignorait totalement l'utilisation meurtrière à laquelle leur travail était employé par les Xindi dans le secret, jusqu'à l'irruption à son domicile d'un commando de l'Enterprise (NX-01) mené par le capitaine Jonathan Archer. Poussé par ses principes après avoir été convaincu par des discussions avec Archer, qui lui parla notamment des millions de morts humaines provoquées sur Terre par leur sonde ainsi que de l'utilisation vouée à la cargaison qu'ils raffinaient pour Degra (le responsable du projet), il décida de son chef de les aider et de saboter lui-même le raffinement de la dernière livraison. Il est le premier Xindi-Arboricole rencontré en personne par un Humain dans l'univers de Star Trek ainsi que le premier Xindi à apporter une nuance à leur perception de ses semblables. C'est par une anecdote sur son grand-père qu'il révèle la disparition d'une sixième espèce Xindi, les Avians, avant celle de leur planète-mère Xindus.
- Green : personnage de la Star Trek: The Original Series, interprété par l'acteur Bruce Watson. Green est un membre d'équipage de l'USS Enterprise, chargé de la sécurité. En 2266, il est tué sur la planète M-113 par la créature du même nom. Son corps ne sera découvert que quelques heures après sa mort car la créature M-113 adopte son apparence (voir Star Trek, la série originale : Ils étaient des millions — The Man Trap).
- Guinan : barmaid à bord de l'Enterprise-D[à développer]. Elle fait également partie des 47 réfugiés El-Aurian, arrachés au Nexus par l'équipage de l'Enterprise-B, dans le septième volet cinématographique de la saga.

### H
- Hologramme Médical d'Urgence

### I
- Icheb (Réfugié Borg, USS Voyager)

### J
- Janeway, Kathryn : capitaine de l'USS Voyager.
- Ja'rod : Klingon ennemi de Mogh. En 2346, il s'installe à la colonie de Khitomer où il communique aux Romuliens les codes des boucliers déflecteurs de la colonie. Il est tué au cours du massacre de Khitomer[5].

### K
- Kes : réfugiée ocampa, sert à bord de l'USS Voyager
- Kim, Harry : enseigne, sert à bord de l'USS Voyager
- Kira Meru[n 1] : mère de Kira Nerys[7]. Nerys découvre, lors d'une expérience avec un Orbe des Prophètes, qu'elle fut sélectionnée pour être une « femme de réconfort » destinée aux soldats cardassiens, et donc arrachée à sa famille, son mari, ses deux fils, Idan et Reon, et sa fille. Amenée avec ses compagnes d'infortune relative – ces « femmes de réconfort » bénéficiaient de conditions de vie plus favorables par la suite – sur la station Terok Nor, elle devint rapidement la maîtresse de Gul Dukat, alors Préfet de la station, qui la choie et la cache jusqu'à la fin de sa vie, en donnant de meilleurs traitements à son mari et ses enfants laissés sur Bajor. On découvre qu'elle est morte dans une maison de convalescence cardassienne, après une longue maladie, contrairement à la version officielle selon laquelle elle serait morte exténuée dans un camp de travail minier.[à recycler]
- Kira Nerys[n 2] : officier de liaison bajorane sur la station spatiale Deep Space Nine.
- Kirk, James T. : capitaine puis amiral, commande l'USS Enterprise (NCC-1701) et l'USS Enterprise (NCC-1701-A)
- K'mpec : chancelier du haut Conseil klingon. En 2366, il découvre que l'attaque de Khitomer a pu avoir lieu à cause de la trahison de Ja'rod. Néanmoins, pour éviter une guerre civile, il fait tomber la responsabilité sur Mogh, père de Worf, et s'arrange pour que ce dernier se taise[5]. En 2367, il meurt empoisonné[8]. K'mpec est interprété par Charles Cooper.
- Kruge : commandant klingon de l'oiseau de proie qui découvrit la planète Genesis et voulut s'emparer de secret de fabrication à des fins militaires (Star Trek III : À la recherche de Spock). Il tua David, le fils de Kirk et fut lui-même tué par ce dernier. Kruge est interprété par Christopher Lloyd.
- Kurn : guerrier Klingon, fils de Mogh et jeune frère de Worf. Son vrai nom de famille a été gardé secret jusqu'à 2366, quand Mogh a été accusé d'être un traître. Kurn a appuyé ensuite Gowron pendant la Guerre Civile, et ensuite a gagné un siège au Haut Conseil Klingon. Cependant, il tomba en disgrâce lorsque Worf refusa de soutenir l'invasion de Cardassia. Pour regagner son honneur, sa mémoire a été effacée et il a pris une nouvelle identité. Kurn est interprété par Tony Todd.

### L
- L'Rell : guerrière klingonne à bord du Sarcophagus, le vaisseau de combat de la maison de T'Kuvma. Son père est de la Maison de T'Kuvma, sa mère de la Maison de Mókai[9].
- La Forge, Geordi : ingénieur en chef de l'USS Enterprise
- Laren, Ro : officier navigateur de l'USS Enterprise
- Lorca, Gabriel : premier capitaine de l'USS Discovery
- Lawton, Tina : membre de l'équipage de l'Enterprise.
- Leeta
- Lore : androïde, frère de Data

### M
- McCoy, Leonard, Bones, Officier medical a bord de l'USS Enterprise (Star Trek série originelle 1966 à 1969), puis dans les films Star Trek 1 à 6 et 11 à 13 et aussi une apparition dans Star Trek Next Generation.
- Marcus, Carole : fille de l'amiral Alexander Marcus, scientifique reconnue, spécialisée en biologie moléculaire, elle est la créatrice du "Projet Genesis", qu'elle met au point avec son fils, David (né d'une liaison avec le capitaine James T. Kirk au début des années 2260). D'origine terrienne, elle est affectée au Laboratoire Spatial Régula I. Elle est présente dans Star Trek II : La Colère de Khan, interprétée par Bibi Besch ainsi que dans Star Trek Into Darkness, interprétée par Alice Eve. Elle est également présente dans les romans Les Cendres d'Eden, 1997 ((en) The Ashes of Eden, 1995)  (ISBN 0671520350) de William Shatner et le personnage apparaît également dans les novélisations des films Star Trek III : À la recherche de Spock, Star Trek IV : Retour sur Terre et Star Trek V : L'Ultime Frontière.
- Marcus, David : scientifique terrien né en 2261 du Dr Carol Marcus et de James Tiberius Kirk. Il sera éduqué uniquement par sa mère. En 2284, il commence à travailler sur le projet Genesis avec sa mère. Il se montre aussi impétueux et impatient que son père dont il ignore tout. C’est ainsi qu’il utilisera la protomatière interdite pour mener à bien son projet. En 2285, ses travaux sont interrompus par Khan Noonien Singh qui prépare un piège pour se venger de Kirk. À cette occasion le père et le fils se rencontrent pour la première fois et ce dernier finit par apprécier son père: « Je suis fier, très fier, d'être votre fils. » (Star Trek II : La Colère de Khan). Par la suite, David a été affecté à l'USS Grissom avec le lieutenant Saavik d'étudier la planète Genesis créé lors du conflit qui opposa Kirk et Khan. Saavik et lui sont pris en otage par un groupe de Klingons et il mourra héroïquement en voulant protéger le lieutenant (Star Trek III : À la recherche de Spock) . La mémoire de cette mort imprégnera les événements qui ont conduit à la Conférence de Khitomer en 2293 (Star Trek VI : Terre inconnue). David Marcus est interprété par Merritt Butrick.
- Martok : [à développer]
- Mayweather, Travis : enseigne ayant grandi sur un vaisseau-cargo, sert comme timonier à bord de l'Enterprise.
- Mogh : père de Worf et Kurn, important citoyen de l'Empire klingon, tué au cours de l'attaque romulienne de Khitomer en 2346.
- Mókai : chef de la Maison de Mókai, dont est issu la mère de L'Rell[9].
- Mudd, Harry : escroc galactique que l'USS Enterprise (NCC-1701) et l'USS Discovery rencontrent sur leur chemin.

### N
- Neelix, réfugié talaxien, sert un temps à bord de l'USS Voyager comme conseiller, diplomate et cuisinier.
- Nero : ancien mineur romulien du XXIVe siècle, capitaine du Narada. Membre d'un vaisseau de forage romulien, il a assisté impuissant avec ses congénères à la destruction de leur monde et de leurs familles (sa femme enceinte pour Nero) par une supernova empêchée trop tard par l'ambassadeur Spock, ce qui inspirera à Nero un désir de vengeance personnelle envers le Vulcain, ainsi qu'une haine aveugle envers la Fédération qu'il souhaite annihiler. Le moyen utilisé pour détruire la supernova, la matière rouge capable de générer un trou noir, propulse accidentellement le Narada au XXIIIe siècle (date stellaire 2233.04), face au vaisseau de Starfleet USS Kelvin sur lequel sert le premier officier George Kirk accompagné de son épouse enceinte Winona, les parents de James T. Kirk. La présence et les actes de Nero (qui tue à son bord le capitaine Richard Robau, détruit l'USS Kelvin et une bonne partie de son équipage puis provoque une attaque-suicide de diversion par Kirk avec le Kelvin pour permettre la fuite des navettes de sauvetage rescapées, dans l'une desquelles Winona a accouché de leur fils Jim) à cette époque, et qui coïncident avec la naissance de James T. Kirk, ont pour conséquence la création d'une réalité alternative (Star Trek). Au terme de vingt-cinq années d'attente de l'arrivée décalée du Spock de son univers (lui aussi propulsé par le trou noir) dans cette réalité, et de plusieurs actes de guerre ouverte et indépendants de l'Empire (destructions furtives et importantes de vies et de vaisseaux, dont une bonne partie de la flotte de Starfleet ; enlèvement et torture du capitaine Pike ; destruction de Vulcain et d'une grande partie de la civilisation vulcaine ; mort d'Amanda Grayson sur cette même planète ; tentative de destruction de la Terre), il est détruit par un trou noir en 2258 avec le Narada et son équipage au terme d'un affrontement avec l'USS Enterprise commandé par les James T. Kirk et Spock de cette réalité dont il a refusé le secours.
- Nog, le fils de Rom (DS9).

### O
- O’Brien, Keiko (Épouse de Miles, DS9)
- O'Brien, Miles (Officier Ingenieur, NCC-1701-D puis DS9)
- Odo (Chef de la sécurité, DS9)

### P
- Pardek : sénateur romulien du XXIIIe siècle-XXIVe siècle. En 2293, il était présent à la conférence de Khitomer où il était un défenseur de la paix. En 2368, usant de sa réputation de pacifiste, il tend un piège à l'ambassadeur Spock pour tenter une invasion de Vulcain[10]. Il est interprété par Malachi Throne.
- Paris, Owen : amiral de Starfleet, père de Tom Paris.
- Paris, Tom : officier navigateur de l'USS Voyager.
- Phlox officier médical en chef de l'Enterprise NX01.
- Pike, Christopher : 2e capitaine du vaisseau USS Enterprise (NCC-1701), il succède au capitaine Robert April, et précède le capitaine James T. Kirk. Dans la série originale, le rôle du capitaine Christopher Pike a été joué par deux acteurs américains : Jeffrey Hunter dans l'épisode pilote non diffusé The Cage, et Sean Kenney dans La Ménagerie. Le rôle est repris par Bruce Greenwood dans les onzième et douzième films Star Trek et Star Trek Into Darkness, puis par Anson Mount dans la série Star Trek: Discovery.
- Picard, Jean-Luc, capitaine de l'USS Stargazer de l'USS Enterprise-D, puis de l'USS Enterprise-E.
- Pulaski, Katherine, officier médical en chef de l'USS Enterprise.
- Phillipa Georgou, capitaine du vaisseau Shenzhou NCC-1227.

### Q
- Q, membre du continuum Q[n 3]
- Quark, barman de la station spatiale Deep Space Nine

### R
- Ramart : personnage de la série originale, interprété par l'acteur Charles Stewart. Le capitaine Ramart commande l'Antares et porte assistance à Charles Evans. Il est tué, ainsi que tout son équipage, en 2266, par ce jeune naufragé[11].
- Rand, Janice
- Reed, Malcolm : officier responsable de l'armement à bord de l'Enterprise NX-01
- Reine Borg (Borg, cube)
- Riker, William T., officier en second de l'Enterprise-D puis de l'Enterprise-E, et capitaine de l'USS Titan (NCC-80102) à dater de sa mise en service en 2379 (Nemesis)
- Robinson, A.G., personnage de la série Star Trek: Enterprise, interprété par l'acteur Keith Carradine. Ancien collègue et ami de Jonathan Archer et Trip à l'époque des tests des moteurs de distorsion.
- Rom, serveur de la station spatiale Deep Space Nine
- Rozhenko, Sergeï : terrien spécialiste des moteurs à distorsion. Il était affecté à l'USS Intrepid, sous les ordres du capitaine Drew Deighan. C'est à bord de ce vaisseau, répondant à un appel de détresse klingon, suite de l'attaque romulienne contre Khitomer en 2346, que Sergeï et sa femme Helena recueillent puis adoptent le jeune Worf. Le couple a souvent joué un rôle de famille soudée et exemplaire[12],[5],[13],[14],[15],[16],[17]. Sergeï Rozhenko est interprété par Theodore Bikel.
- Ruby, personnage de la série Star Trek: Enterprise, interprété par l'actrice Brigid Brannagh. Serveuse terrienne du 602 Club et amie avec Jonathan Archer et Trip.

### S
- Saavik : officier vulcano-romulienne du XXIIIe siècle. Elle sert à bord de l'Enterprise comme navigateur sous les ordres de l'amiral James Tiberius Kirk pendant la crise de Genesis (Star Trek II : La Colère de Khan). Plus tard, elle est transférée à bord de l'USS Grissom, pour étudier la planète Genesis en compagnie du fils de Kirk, David Marcus. Elle aidera Spock adolescent à passer les affres du Pon farr (Star Trek III : À la recherche de Spock). Saavik est interprétée par Kirstie Alley dans Star Trek II, et par Robin Curtis dans Star Trek III et Star Trek IV. Son personnage, estimé par les fans qui y voient la compagne de Spock, a souvent été repris dans des aventures non canoniques.
- Sarek : Vulcain notable ayant vécu entre le XXIIe siècle et le XXIVe siècle, ambassadeur de la Fédération à partir du XXIIIe siècle ainsi que père de Spock et Sybok et Michael Burnham.
- Saru, Kelpien, commandant en second du Discovery.
- Sato, Hoshi : enseigne chargée des communications à bord de l'Enterprise NX-01, spécialisée en xéno-linguistique et interprète d'équipage.
- Scott, Montgomery : Scotty (Officier a bord de l'USS Enterprise (Star Trek série originelle 1966 à 1969), puis dans les films Star Trek 1 à 6 et 11 à 13 et aussi une apparition dans Star Trek Next Generation.
- Seven of Nine : réfugiée Borg à bord de l'USS Voyager.
- Shran, Thy'lek : personnage de la série Enterprise, interprété par l'acteur Jeffrey Combs. Thy'lek Shran est un Andorien, commander de la Garde Impériale. D'abord méfiant vis-à-vis des Humains, Shran devient l'un de leurs alliés. Une relation d'amité naît d'ailleurs entre lui et le capitaine Jonathan Archer et il favorisera le rapprochement entre leurs deux espèces.
- Sisko, Benjamin, commander puis capitaine, affecté à la station spatiale Deep Space Nine et commandant de l'USS Defiant
- Sisko, Jake, fils de Benjamin Sisko, résident de la station spatiale Deep Space Nine
- Sisko, Jennifer, épouse de Benjamin Sisko, et mère de Jake Sisko, tuée à bord de l'USS Saratoga durant la bataille de Wolf 359
- Sisko, Joseph, père de Benjamin Sisko, réside sur Terre
- Soong, Arik : personnage de la série Enterprise, interprété par l'acteur Brent Spiner. Docteur en sciences du XXIIe siècle spécialisé en génétique, ancêtre du DrNoonien Soong.
- Soong, Noonien : docteur en sciences du XXIVe siècle spécialisé en cybernétique, créateur de génie du cerveau positronique ainsi que des androïdes Juliana Tainer, B-4, Lore et du lieutenant commander Data.
- Soval : Ambassadeur vulcain sur Terre au XXIIe siècle.
- Spock (Officier Scientifique puis Ambassadeur, NCC-1701)
- Stamets, Paul : officier scientifique à bord de l'USS Discovery, où il mène des recherches sur le moteur sporique. Il est le compagnon du Dr Hugh Culber, l'un des médecins du Discovery.
- Sturgeon : personnage de la série originale, interprété par l'acteur John Arndt. Il est membre de l'équipage de l'USS Enterprise, chargé de la sécurité. En 2266, il est tué par la créature M-113 à la surface de la planète du même nom[3]. Ce personnage a été nommé ainsi en hommage à Theodore Sturgeon, écrivain de science-fiction qui collabora à la série originale, en 1966 et 1967[18],[19].
- Sulu, Demora : elle apparaît dans le film Star Trek : Générations, où elle est incarnée par Jacqueline Kim. Fille du capitaine Hikaru Sulu, elle est affectée à la timonerie de l'Enterprise-B dès le lancement du vaisseau en 2293, sous le commandement du capitaine John Harriman. Ce vol inaugural lui permet de rencontrer pour la deuxième fois James T. Kirk,qu'elle a déjà croisé douze ans plus tôt, en compagnie de Montgomery Scott et de Pavel Chekov. Elle assiste néanmoins ce jour-là à l'ultime apparition de Kirk, porté disparu avant la fin de la même mission. Lorsqu'on informe Hikaru Sulu de la mort de sa fille à la suite d'une violente altercation avec Harriman quelques semaines seulement après la disparition de son ami James T. Kirk, le capitaine de l'USS Excelsior est partagé entre douleur et incrédulité. Il se rend alors sur la planète Askalon V, où Demora est censée avoir succombé, pour s'apercevoir qu'il vient en fait de tomber dans le piège tendu par un vieil ennemi. Quant à l'enseigne Sulu, qui avait été remplacée par un clone, elle est toujours en vie[n 4]. Toujours à bord de l'Enterprise-B, dont elle est devenue l'officier en second sous les ordres de John Harriman, Demora Sulu participe en 2311 à une mission en bordure de la Zone Neutre où les Romuliens soupçonnent les scientifiques de la Fédération d'avoir testé une nouvelle arme de destruction massive. Au terme de cette expédition, elle se voit finalement confier le commandement de l'Enterprise-B[n 5]. La jeune femme donne naissance à un fils, Hiromi Sulu, qui devient à son tour capitaine de la flotte au milieu du XXIVe siècle, avant d'appuyer la candidature de Chakotay à l'Académie de Starfleet[n 6].
- Sulu, Hikaru (Officier Navigateur puis capitaine, NCC-1701 puis NCC-1701-A puis NCC-2000)
- Surak : Vulcain légendaire, philosophe, scientifique et logicien. Il est considéré comme le plus grand de tous les Vulcains et fut le père de leur civilisation moderne[20]. Il vécut au IVe siècle, à l'époque de l'Éveil, période agitée de guerres dévastatrices qui ont presque détruit la planète. Il utilisa la logique pour maîtriser l'agressivité vulcaine et fonda une école (le Sanctuaire T'Karath) pour y enseigner la méthode pour parvenir à cette maîtrise[21]. Il fut aussi l'auteur du concept de l'IDIC, « Une infinie diversité dans d'infinies combinaisons ». Surak meurt irradié sur le Mont Seleya au cours de la dernière bataille de « Ceux qui avancent sous les ailes de l'oiseau de Proie »[22].
- Sybok : incarné par Laurence Luckinbill dans le film Star Trek V : L'Ultime Frontière. Né en 2224 sur la planète Vulcain, il est le fils de l'ambassadeur Sarek et d'une princesse vulcaine, et le demi-frère de Spock.
- Syrran (ou « Arev ») : Vulcain du XXIIe siècle, notable pour être le fondateur des Syrrannites ayant rétabli les Vulcains de son époque sur la voie des enseignements de Surak, et avoir été de son temps le possesseur de son katra (qu'il a transmis au capitaine Archer par fusion mentale avant de mourir).

### T
- T'Kuvma : un chef klingon[23] du XXIIIe siècle, tué par Michael Burnham.
- T'Lar : T'Lar est une haute et vénérable prêtresse vulcaine du XXIIIe siècle. Elle supervise durant la cérémonie du Fal-Tor-Pan la restauration du katra de Spock dans le corps de ce dernier mort en 2285. T'Lar est interprétée par Judith Anderson dans Star Trek III : À la recherche de Spock.
- T'Pau : Femme Vulcaine qui a dirigé la rébellion syranite contre le haut commandement vulcain, a ensuite présidé la cérémonie Koon-ut-kal-if-fee au cours de laquelle Spock est forcé de combattre le capitaine Kirk après que Spock a été rejeté par sa future épouse, T'Pring . Elle est également la seule personne à avoir refusé un siège au Conseil de la Fédération. Incarnée successivement par Celia Lovsky, Betty Matsushita et Kara Zediker.
- T'Pol : officier scientifique vulcain du XXIIe siècle et premier officier à bord de l'Enterprise (NX-01).
- Taylor, Gillian : elle apparaît dans le film Star Trek IV : Retour sur Terre, dans lequel elle est interprétée par l'actrice Catherine Hicks. Assistante du directeur de l'Institut des cétacés de Sausalito, en Californie, elle est docteur en biologie marine, spécialiste de l'étude et la sauvegarde des baleines. En 1986, Gillian Taylor aide l'amiral James T. Kirk à transporter deux baleines au XXIIIe siècle afin de repeupler les océans.
- Tora Naprem : maîtresse bajorane de Gul Dukat, et mère de Tora Ziyal[7].
- Tora Ziyal : fille de Gul Dukat et de Tora Naprem[7].
- Torres, B'Elanna : ingénieur en chef à bord du Voyager.
- Troi, Deanna : conseiller à bord de l'USS Enterprise (NCC-1701-D), puis de l'USS Enterprise (NCC-1701-E).
- Troi, Lwaxana, ambassadeur de la planète Betazed au XXIVe siècle, et mère de Deanna Troi.
- Tucker , Charles, troisième du nom : alias "Trip", ingénieur en chef et second officier à bord de l'Enterprise NX-01.
- Tuvok : officier de sécurité vulcain sur le Voyager.
- Tyler, Ash : lieutenant à bord de l'USS Discovery puis commandeur de la Section 31.

### U
- Uhura, Nyota : officier des communications sur USS Enterprise (NCC-1701).

### V
- Valeris : femme vulcaine du XXIIIe siècle, elle sert comme pilote à bord de l'USS Enterprise pendant la conférence de Khitomer (Star Trek VI : Terre inconnue). Valeris est impliquée dans la conspiration visant à saboter la conférence Khitomer entre l'Empire Klingon Empire et la Fédération afin de faire échouer les accords de paix. Pour enrayer la conspiration, Spock lui applique la fusion mentale pour connaître les complices. Elle est interprétée par Kim Cattrall.
- Vorik : ingénieur Vulcain du XXIVe siècle, qui sert à bord de l'USS Voyager lorsque ce dernier est projeté dans le Quadrant Delta. Il est interprété par Alexander Enberg.

### W
- Weyoun
- Wildman, Samantha : enseigne à bord de l'USS Voyager.
- Wildman, Naomi : fille de Samantha Wildman, à bord de l'USS Voyager.
- Worf : officier tactique à bord de l'Enterprise-D, puis officier de securité sur Deep Space Nine.

### Y
- Yar, Tasha (Officier sécurité, NCC-1701-D)
- Yates, Kassidy Capitaine de cargo, compagne de Benjamin Sisko (deep space nine)

### Z
- Zar : Habitant de Sarpeidon, fils de Spock et de Zarabeth.
- Zarabeth : Habitante de Sarpeidon, mère de Zar qu'elle a eu avec Spock.
- Zek : Grand Nagus, il abandonne ses fonctions à Rom, le frère de Quark, au cours de la dernière saison de Star Trek: Deep Space Nine.
- Zimmerman, Lewis Créateur du HMU (Hologramme médical d urgence)
- Ziyal, Tora Ziyal, (fille de gul Dukat) mi cardassienne mi bajoranne
- Zora : intelligence artificielle de l'USS Discovery ayant développé une conscience propre au 31e siècle.
- Zorn : [à développer][24]